# Elenco degli operatori ferroviari giapponesi
L'elenco degli operatori ferroviari giapponesi contiene l'elenco delle compagnie ferroviarie attive in Giappone. Le ex società non sono incluse in questo elenco.
In corsivo sono gli operatori del terzo settore, per metà pubblici e per metà privati.

## Gruppo Japan Railways
Il Japan Railways Group - noto anche come JR Group (JRグループ?) - comprende sette società create nel 1987 dopo la privatizzazione delle Ferrovie Nazionali Giapponesi (日本国有鉄道?, Nihon Kokuyū Tetsudō).
Solo trasporto passeggeri:
- Compagnia ferroviaria dell'Hokkaido (北海道旅客鉄道?), comunemente nota come JR Hokkaido (JR北海道?)
- Compagnia ferroviaria del Giappone orientale (東日本旅客鉄道?), comunemente nota come JR East (JR東日本?)
- Compagnia ferroviaria del Giappone centrale (東海旅客鉄道?), comunemente nota come JR Central (JR東海?)
- Compagnia ferroviaria del Giappone occidentale (西日本旅客鉄道?), comunemente nota come JR West (JR西日本?)
- Compagnia ferroviaria di Shikoku (四国旅客鉄道?), comunemente nota come JR Shikoku (JR四国?)
- Compagnia ferroviaria di Kyushu (九州旅客鉄道?), comunemente nota come JR Kyushu (JR九州?)

Solo trasporto merci:
- Compagnia ferroviaria giapponese merci (日本貨物鉄道?, Nihon Kamotsu Tetsudō), comunemente nota come JR Freight (JR貨物?).

## Le sedici principali ferrovie private

### Regione del Kanto
- Keihin Kyūkō (京浜急行電鉄?, Keihin Kyūkō Dentetsu), comunemente nota come Keikyū.
- Keiō Corporation (京王電鉄?, Keiō Dentestsu), comunemente nota come Keiō.
- Ferrovie Keisei (京成電鉄?, Keisei Dentetsu), comunemente nota come Keisei.
- Ferrovie Odakyū (小田急電鉄?, Odakyū Dentetsu), comunemente nota come Odakyū.
- Ferrovie Sagami (相模鉄道?, Sagami Tetsudō), comunemente chiamata Sōtetsu.
- Ferrovie Seibu (西武鉄道?, Seibu Tetsudō), comunemente note come Seibu.
- Ferrovie Tōbu (東武鉄道?, Tōbu Tetsudō), comunemente note come Tōbu.
- Metropolitana di Tokyo (東京地下鉄 o 東京メトロ?, Tōkyō Chikatetsu o Tōkyō Metoro).
- Tōkyū Corporation (東京急行電鉄?, Tōkyō Kyūkō Dentetsu), comunemente nota come Tōkyū.

### Regione di Chūbu
- Ferrovie di Nagoya (名古屋鉄道?, Nagoya Tetsudō), comunemente chiamata Meitetsu.

### Regione del Kansai
- Ferrovie Hankyū (阪急電鉄?, Hankyū Dentetsu), comunemente nota come Hankyū.
- Ferrovie Hanshin (阪神電気鉄道?, Hanshin Denki Tetsudō), comunemente nota come Hanshin.
- Ferrovie Keihan (京阪電気鉄道?, Keihan Denki Tetsudō), comunemente nota come Keihan .
- Ferrovie Kintetsu (近畿日本鉄道?, Kinki Nippon Tetsudō), comunemente nota come Kintetsu.
- Ferrovia elettrica Nankai (南海電気鉄道?, Nankai Denki Tetsudō), comunemente nota come Nankai.

### Isola di Kyūshū
- Ferrovie Nishi-Nippon (西日本鉄道?, Nishi-nippon Tetsudō), comunemente chiamata Nishitetsu.

## Altre importanti ferrovie private

### Regione del Kanto
- Ferrovia Shin-Keisei (新京成電鉄?, Shin-Keisei Dentetsu)

### Regione del Kansai
- Ferrovia Kita-Ōsaka Kyūkō (北大阪急行電鉄?, Kita-Ōsaka Kyūkō Dentetstu),  abbreviato in Kitakyū (北急?)
- Ferrovia elettrica di Kobe (神戸電気鉄道?, Kōbe Denki Tetsudō), abbreviato in Shintetsu (神鉄?)
- Ferrovia rapida di Kobe (神戸高速鉄道?, Kōbe Kōsoku Tetsudō), che possiede linee ma non gestisce treni
- Ferrovia rapida Semboku (泉北高速鉄道?, Senboku Kōsoku Tetsudō)
- Ferrovie Elettriche Sanyō (山陽電気鉄道?, Sanyō Denki Tetsudō)

## Altre ferrovie private e del terzo settore

### Regione del Tōhoku

#### Prefettura di Aomori
- Ferrovia Aoimori (青い森鉄道?, Aoimori Tetsudō)
- Ferrovie Kōnan (弘南鉄道?, Kōnan Tetsudō)
- Ferrovia di Tsugaru (津軽鉄道?, Tsugaru Tetsudō), abbreviato in Tsutetsu (津鉄?)

#### Prefettura di Iwate
- Ferrovia Iwate Galaxy (いわて銀河鉄道?, Iwate Ginga Tetsudō) (IGR)
- Ferrovia Sanriku (三陸鉄道?, Sanriku Tetsudō), abbreviato in Santetsu (三鉄?)

#### Prefettura di Miyagi
- Sendai Airport Transit (仙台空港鉄道?, Sendai Kūkō Tetsudō)

#### Prefettura di Fukushima
- Abukuma Express (阿武隈急行?, Abukuma Kyūkō), abbreviato in Abukyū (阿武急?)
- Ferrovia di Aizu (会津鉄道?, Aizu Tetsudō)
- Fukushima Transportation (福島交通?, Fukushima Kōtsū)

#### Prefettura di Akita
- Ferrovia Akita Nairiku Jūkan (秋田内陸縦貫鉄道?, Akita Nairiku Jūkan Tetsudō)
- Yuri Kōgen Railway (由利高原鉄道?, Yuri Kōgen Tetsudō)

#### Prefettura di Yamagata
- Ferrovia Yamagata (山形鉄道?, Yamagata Tetsudō)

### Regione del Kanto

#### Prefettura di Ibaraki
- Ferrovia Hitachinaka Kaihin (ひたちなか海浜鉄道?, Hitachinaka Kaihin Tetsudō)
- Kantō Railway (関東鉄道?, Kantō Tetsudō), abbreviato in Kantetsu (関鉄? )
- Ferrovia Kashima Rinkai (鹿島臨海鉄道?, Kashima Rinkai Tetsudō) (KRT)

#### Prefettura di Tochigi
- Ferrovia Mooka (真岡鐵道?, Mōka Tetsudō)
- Ferrovia Yagan (野岩鉄道?, Yagan Tetsudō)

#### Prefettura di Gunma
- Ferrovia Elettrica Jōmō (上毛電気鉄道?, Jōmō Denki Tetsudō)
- Ferrovia elettrica Jōshin (上信電鉄?, Jōshin Dentetsu)
- Ferrovia Watarase Keikoku (わたらせ渓谷鐵道?, Watarase Keikoku Tetsudō)

#### Prefettura di Saitama
- Chichibu Railway (秩父鉄道?, Chichibu Tetsudō)
- Ferrovia Rapida di Saitama (埼玉高速鉄道?, Saitama Kōsoku Tetsudō) (SR)

#### Prefettura di Chiba
- Ferrovia di Chiba Newtown (千葉ニュータウン鉄道?, Chiba Nyūtaun Tetsudō)
- Chōshi Electric Railway (銚子電気鉄道?, Chōshi Denki Tetsudō), abbreviato in Chōden (銚電?)
- Ferrovia Hokusō (北総鉄道?, Hokusō Tetsudō)
- Ferrovia Isumi (いすみ鉄道?, Isumi Tetsudō)
- Ferrovia Kominato (小湊鉄道?, Kominato Tetsudō)
- Ferrovia Shibayama (芝山鉄道?, Shibayama Tetsudō)
- Ryūtetsu (流鉄?, Ryūtetsu)
- Ferrovia Rapida Tōyō (東葉高速鉄道?, Tōyō Kōsoku Tetsudō)

#### Prefettura di Tokyo
- Metropolitan Intercity Railway Company (首都圏新都市鉄道?, Shuto-ken Shin-toshi Tetsudō)
- Tokyo Waterfront Area Rapid Transit (東京臨海高速鉄道?, Tōkyō Rinkai Kōsoku Tetsudō) (TWR)

#### Prefettura di Kanagawa
- Ferrovia elettrica di Enoshima (江ノ島電鉄?, Enoshima dentetsu)
- Odakyū Hakone (小田急箱根?, Odakyū Hakone)
- Ferrovia Yokohama Minatomirai (横浜高速鉄道?, Yokohama Minatomirai Tetsudō)

### Regione di Chubu

#### Prefettura di Niigata
- Ferrovia Echigo Tokimeki (えちごトキめき鉄道?, Echigo Tokimeki Tetsudō) (ETR)
- Hokuetsu Express (北越急行?, Hokuetsu Kyūkō)

#### Prefettura di Toyama
- Ferrovia Ainokaze Toyama (あいの風とやま鉄道?, Ainokaze Toyama Tetsudō)
- Ferrovia della gola di Kurobe (黒部峡谷鉄道?, Kurobe Kyōkoku Tetsudō)
- Ferrovie Toyama Chihō (富山地方鉄道?, Toyama Chihō Tetsudō), abbreviato in Chitetsu (地鉄?)

#### Prefettura di Ishikawa
- Ferrovia Hokuriku (北陸鉄道?, Hokuriku Tetsudō), abbreviato in Hokutetsu (北鉄?)
- Ferrovia IR Ishikawa (IRいしかわ鉄道?, IR Ishikawa Tetsudō)
- Ferrovia Noto (のと鉄道?, Noto Tetsudō)

#### Prefettura di Fukui
- Ferrovie dell'Echizen (えちぜん鉄道?, Echizen Tetsudō)
- Hapi-Line Fukui (ハピラインふくい?, Hapirain Fukui)

#### Prefettura di Yamanashi
- Fuji Kyūkō (富士急行?, Fuji Kyūkō), abbreviato come Fuji-Q (富士急?, Fujikyū)

#### Prefettura di Nagano
- Alpico Kōtsū (アルピコ交通?, Arupiko Kōtsū)
- Ferrovia elettrica di Nagano (長野電気鉄道?, Nagano Denki Tetsudō), abbreviato in Nagaden (長電?)
- Ferrovie Shinano (しなの鉄道?, Shinano Tetsudō)
- Ferrovia elettrica di Ueda (上田交通?, Ueda Kōtsū)

#### Prefettura di Gifu
- Ferrovia Akechi (明知鉄道?, Akechi Tetsudō), abbreviato in Aketetsu (明鉄?)
- Ferrovia Nagaragawa (長良川鉄道?, Nagaragawa Tetsudō), abbreviato come Nagatetsu (長鉄?)
- Ferrovia Tarumi (樽見鉄道?, Tarumi Tetsudō)
- Ferrovia Yōrō (養老鉄道?, Yōrō Tetsudō)

#### Prefettura di Shizuoka
- Ferrovia Enshū (遠州鉄道?, Enshū Tetsudō), abbreviato in Entetsu (遠鉄?)
- Gakunan Densha (岳南電車?, Gakunan Densha)
- Ferrovia Izuhakone (伊豆箱根鉄道?, Izuhakone Tetsudō)
- Izukyū Corporation (伊豆急行?, Izu Kyūkō)
- Ferrovia Ōigawa (大井川鐵道?, Ōigawa Tetsudō), abbreviato in Daitetsu (大鐵?)
- Ferrovia di Shizuoka (静岡鉄道?, Shizuoka Tetsudō), abbreviato in Shizutetsu (静鉄?)
- Ferrovia Tenryū Hamanako (天竜浜名湖鉄道?, Tenryū Hamanako Tetsudō), abbreviato in Tenhama (天浜?)

#### Prefettura di Aichi
- Aichi Kanjō Tetsudō (愛知環状鉄道?, Aichi Kanjō Tetsudō), abbreviato in Aikan (愛環?)
- Nagoya Rinkai Rapid Transit (linea Aonami) (名古屋臨海高速鉄道 (あおなみ線)?, Nagoya Rinkai Kōsoku Tetsudō (Aonami-sen))
- JR-Central Transport Service Company (JR東海交通事業?, JR Tōkai kōtsū jigyō) (TKJ)
- Ferrovia Toyohashi (豊橋鉄道?, Toyohashi Tetsudō), abbreviato in Toyotetsu (豊鉄?)

### Regione del Kansai

#### Prefettura di Mie
- Ferrovia Iga (伊賀鉄道?, Iga Tetsudō)
- Ferrovia Ise (伊勢鉄道?, Ise Tetsudō), abbreviato in Isetetsu (伊勢鉄?)
- Ferrovia Sangi (三岐鉄道?, Sangi Tetsudō)
- Yokkaichi Asunarō Tetsudō (四日市あすなろう鉄道?, Yokkaichi Asunarō Tetsudō)

#### Prefettura di Shiga
- Ferrovie Ohmi (近江鉄道?, Ōmi Tetsudō)
- Ferrovia Shigaraki Kōgen (信楽高原鐵道?, Shigaraki Kōgen Tetsudō)

#### Prefettura di Kyoto
- Eizan Electric Railway (叡山電鉄-?, Eizan Dentetsu), abbreviato in Eiden (叡電?)
- Ferrovia Kitakinki Tango (北近畿タンゴ鉄道?, Kitakinki Tango Tetsudō) (KTR)
- Ferrovia panoramica di Sagano (嵯峨野観光鉄道?, Sagano Kankō Tetsudō)

#### Prefettura di Osaka
- Ferrovia Mizuma (水間鉄道?, Mizuma Tetsudō), abbreviato in Suitetsu (水鉄?)

#### Prefettura di Hyōgo
- Ferrovia Hōjō (北条鉄道?, Hōjō Tetsudō)
- Ferrovie Nose (能勢電気鉄道?, Nose Denki Tetsudō), abbreviato in Noseden (能勢電?)

#### Prefettura di Wakayama
- Ferrovia Kishū (紀州鉄道?, Kishū Tetsudō), abbreviato in Kitetsu (紀鉄?)
- Ferrovia elettrica di Wakayama (和歌山電鐵?, Wakayama Dentetstu)

### Regione di Chūgoku

#### Prefettura di Tottori
- Chizu Express (智頭急行?, Chizu Kyūkō)
- Ferrovia Wakasa (若桜鉄道?, Wakasa Tetsudō)

#### Prefettura di Shimane
- Ferrovie Elettriche Ichibata (一畑電車?, Ichibata Densha), abbreviato in Bataden (畑電?)

#### Prefettura di Okayama
- Ferrovia di Ibara (井原鉄道?, Ibara Tetsudō)
- Ferrovia Mizushima Rinkai (水島臨海鉄道?, Mizushima Rinkai Tetsudō)

#### Prefettura di Yamaguchi
- Ferrovie Nishikigawa (錦川鉄道?, Nishikigawa Tetsudō)

### Hokkaidō

#### Prefettura di Hokkaidō
- Ferrovia dell'Hokkaido meridionale (道南いさりび鉄道?, Dōnan Isaribi Tetsudō)

### Shikoku

#### Prefettura di Tokushima
- Ferrovia costiera Asa (阿佐海岸鉄道?, Asa Kaigan Tetsudō), abbreviato in Asatetsu (阿佐鉄?)

#### Prefettura di Kagawa
- Ferrovia elettrica Takamatsu-Kotohira (高松琴平電気鉄道?, Takamatsu-Kotohira Denki Tetsudō), abbreviato in Kotoden (琴電?)

#### Prefettura di Ehime
- Iyotetsu (伊予鉄道?, Iyo Tetsudō), abbreviato in Iyotetsu (伊予鉄?)

#### Prefettura di Kochi
- Ferrovia Tosa Kuroshio (土佐くろしお鉄道?, Tosa Kuroshio Tetsudō)

### Kyūshū

#### Prefettura di Fukuoka
- Ferrovia di Amagi (甘木鉄道?, Amagi Tetsudō), abbreviato in Amatetsu (甘鉄?)
- Ferrovia Heisei Chikuhō (平成筑豊鉄道?, Heisei Chikuhō Tetsudō), abbreviato in Heichiku (平筑?)
- Chikuhō Electric Railroad (筑豊電気鉄道?, Chikuhō Denki Tetsudō)

#### Prefettura di Nagasaki
- Ferrovia di Matsuura (松浦鉄道?, Matsuura Tetsudō) (MR)
- Ferrovia Shimabara (島原鉄道?, Shimabara Tetsudō), abbreviato in Shimatetsu (島鉄?)

#### Prefettura di Kumamoto
- Hisatsu Orange Railway (肥薩おれんじ鉄道?, Hisatsu Orenji Tetsudō)
- Ferrovia Kumagawa (くま川鉄道?, Kumagawa Tetsudō), abbreviato in Kumatetsu (くま鉄?)
- Kumamoto Denki Tetsudō (熊本電気鉄道?, Kumamoto Denki Tetsudō), abbreviato in Kumaden (熊電?)
- Ferrovia Minami-Aso (南阿蘇鉄道?, Minamiaso Tetsudō)

## Metropolitane
- Metropolitana di Sapporo (札幌市営地下鉄?, Sapporo-shi Chikatetsu), gestita dall'Ufficio dei trasporti della città di Sapporo (札幌市交通局?, Sapporo-shi Kōtsū-kyoku)
- Metropolitana di Sendai (仙台市営地下鉄?, Sendai-shi Chikatetsu), gestita dall'Ufficio dei trasporti della città di Sendai (仙台市交通局?, Sendai-shi Kōtsū-kyoku)
- Metropolitana di Tokyo (東京地下鉄?, Tōkyō Chikatetsu), società privata di proprietà del Gabinetto del Giappone e del Governo metropolitano di Tokyo
- Metropolitana Toei (都営地下鉄?, Toei Chikatetsu), gestita dall'Ufficio metropolitano del trasporto di Tokyo (東京都交通局?, Tōkyō-to Kōtsū-kyoku)
- Metropolitana di Yokohama (横浜市営地下鉄?, Yokohama-shi Chikatetsu), gestita dall'Ufficio dei trasporti della città di Yokohama (横浜市交通局?, Yokohama-shi Kōtsū-kyoku)
- Metropolitana di Nagoya (名古屋市営地下鉄?, Nagoya-shi Chikatetsu), gestita dall'Ufficio dei trasporti della città di Nagoya (名古屋市交通局?, Nagoya-shi Kōtsū-kyoku)
- Metropolitana di Kyoto (京都市営地下鉄?, Kyōto-shi Chikatetsu), gestita dall'Ufficio municipale dei trasporti di Kyoto (京都市交通局?, Kyōto-shi Kōtsū-kyoku)
- Metropolitana di Osaka (大阪市高速電気軌道 o 大阪メトロ?, Ōsaka-shi kōsoku denki kidō o Ōsaka Metoro), gestita dall'Ufficio municipale dei trasporti di Osaka (大阪市交通局?, Ōsaka-shi Kōtsū-kyoku)
- Metropolitana di Kōbe (神戸市営地下鉄?, Kōbe-shi Chikatetsu), gestita dall'Ufficio municipale dei trasporti di Kobe (神戸市交通局?, Kōbe-shi Kōtsū-kyoku)
- Metropolitana di Fukuoka (福岡市地下鉄?, Fukuoka-shi Chikatetsu), gestita dall'Ufficio municipale dei trasporti di Fukuoka (福岡市交通局?, Fukuoka-shi Kōtsū-kyoku)

## Monorotaie
- Monorotaia urbana di Chiba (千葉都市モノレール?, Chiba Toshi Monorēru)
- Linea Disney Resort (舞浜リゾートライン (ディズニーリゾートライン)?, Maihama Rizōto Rain (Diwunī Rizōto Rain))
- Monorotaia dello zoo di Ueno (上野モノレール?, Ueno Monorēru) (chiusa nel 2019)
- Monorotaia di Tokyo (東京モノレール?, Tōkyō Monorēru), gestita dall'Ufficio metropolitano del trasporto di Tokyo (東京都交通局?, Tōkyō-to Kōtsū-kyoku)
- Monorotaia Tama Toshi (多摩都市モノレール?, Tama Toshi Monorēru)
- Monorotaia Shōnan (湘南モノレール?, Shōnan Monorēru)
- Monorotaia di Osaka (大阪モノレール?, Ōsaka Monorēru), gestita da Ōsaka Express Railway (大阪高速鉄道?, Ōsaka Kōsoku Tetsudō)
- Linea Skyrail Midorizaka (スカイレールみどり坂線?, Sukairēru Midorizaka-sen), gestita da Skyrail Service (chiusa nel 2024)
- Monorotaia di Kitakyūshū (北九州モノレール?, Kitakyūshū Monorēru), gestita dalla Kitakyūshū Express Railway (北九州高速鉄道?, Kitakyūshū Kōsoku Tetsudō)
- Monorotaia di Okinawa (Yui Rail) (沖縄都市モノレール (ゆいレール)?, Okinawa Monorēru (Yui Rēru))

## Tram e metropolitana leggera
- Tram di Sapporo gestito dall'Ufficio dei trasporti della città di Sapporo
- Tram Hakodate gestito dall'Ufficio delle imprese della città di Hakodate Divisione trasporti
- Linea Toden Arakawa gestita dal Ufficio metropolitano del trasporto di Tokyo (Toei)
- Tram di Kumamoto gestito dall'Ufficio dei trasporti della città di Kumamoto
- Tram di Kagoshima gestito dall'Ufficio dei trasporti della città di Kagoshima
- Metropolitana leggera di Utsunomiya
- Tram di Takaoka gestito da Manyōsen
- Tram Kochi gestito da Tosaden Kōtsū
- Linea Setagaya gestita da Tōkyū a Tokyo
- Tram Toyama gestito dalla Ferrovie Toyama Chihō
- Tram Toyohashi gestito dalla Ferrovia Toyohashi
- Tram di Fukui gestito dalla Ferrovia Fukui
- Tram di Kyoto gestito dalla Keifuku Electric Railroad
- Linea Ōtsu gestite dalla Ferrovie Keihan a Kyoto e Ōtsu (rete parzialmente sotterranea e collegata alla metropolitana di Kyoto)
- Tram di Osaka gestito da Hankai Tramway
- Tram di Okayama gestito da Okayama Electric Tramway
- Tram di Hiroshima gestito dalla Hiroshima Electric Railway (la più grande rete di tram del Giappone)
- Tram Matsuyama gestito dalla Iyotetsu
- Tramvia di Nagasaki gestita dalla Nagasaki Electric Tramway

## Funicolari

### Regione del Tohoku
- Linea Tappi Shakō del Tunnel Seikan (青函トンネル竜飛斜坑線?, Seikan Tonneru Tappi Shakō-sen)

### Regione del Kanto
- Funicolare Hakone Tozan (箱根登山ケーブルカー?, Hakone Tozan Kēburukā)
- Funicolare Mitake Tozan (御岳登山ケーブル?, Mitake Tozan Kēburu)
- Funicolare del Monte Tsukuba (筑波山ケーブルカ?, Tsukubasan Kēburukā)
- Funicolare Ōyama (大山ケーブルカー?, Ōyama Kēburukā)
- Funicolare Takao Tozan (高尾登山ケーブル?, Takao Tozan Kēburu)

### Regione di Chubu
- Funicolare Jukkokutōge (十国峠ケーブルカー?, Jukkokutōge Kēburukā)
- Funicolare Kurobe (黒部ケーブルカー?, Kurobe Kēburukā)
- Funicolare Tateyama (立山ケーブルカー?, Tateyama Kēburukā)

### Regione del Kansai
- Funivia di Amanohashidate (天橋立ケーブルカー?, Amanohashidate Kēburukā)
- Funicolare Eizan (叡山ケーブル?, Eizan Kēburu)
- Funicolare Ikoma (生駒ケーブル?, Ikoma Kēburu)
- Funicolare Iwashimizu-Hachimangū (石清水八幡宮参道ケーブルIwashimizu Hachmangū Sandō Kēburu?)
- Funicolare Kurama-dera (鞍馬寺ケーブル?, Kurama-dera Kēburu)
- Funicolare Maya (摩耶ケーブルカー?, Maya Kēburukâ)
- Funicolare del Monte Kōya (高野山ケーブル?, Kōyasan Kēburu)
- Funivia della foresta di Myōken (妙見の森ケーブル?, Myōken-no-mori Kēburu) (chiusa nel 2023)
- Funicolare Nishi-Shigi (西信貴ケーブル?, Nishi-Shigi Kēburu)
- Funicolare Rokkō (六甲ケーブルカー?, Rokkō Kēburukā)
- Funicolare di Sakamoto (坂本ケーブルSakamoto Kēburu?)

### Isola di Shikoku
- Funicolare Yakuri (八栗ケーブル?, Yakuri Kēburu)

### Kyūshū
- Funicolare Beppu Rakutenchi (別府ラクテンチケーブル?, Beppu Rakutenchi Kēburu)
- Funicolare del Monte Sarakura (皿倉山ケーブルカー?, Sarakurayama Kēburukā)

## Filobus
- Filobus del tunnel Tateyama (立山トンネルトロリーバス?)

## Nuovi sistemi di trasporto urbano
- Linea Astram (アストラムライン?), gestita da Trasporto rapido di Hiroshima|広島高速交通|Hiroshima Kōsoku Kōtsū : veicolo automatico leggero
- Linea Kanazawa Seaside (金沢シーサイドライン?, Kanazawa Shīsaido Rain) gestita da Yokohama Seaside Line (横浜シーサイドライン?, Yokohama Shīsaido Rain) : veicolo automatico leggero
- Linea Seibu Yamaguchi (西武山口線?, Seibu Yamaguchi-sen) : veicolo automatico leggero
- Linea Skyrail Midorizaka (スカイレールみどり坂線?) : monorotaia specifica
- Linea Yamaman Yūkarigaoka (山万ユーカリが丘線?, Yamaman Yūkarigaoka-sen) : veicolo automatico leggero
- Linea Yutorīto (ゆとりーとライン?) del Nagoya Guideway Bus (名古屋ガイドウェイバス?) : autobus a transito rapido
- Linimo (リニモ?), gestito da Aichi Rapid Transit (愛知高速交通?, Aichi Kōsoku Kōtsū) : treno a levitazione magnetica
- New Shuttle (ニューシャトル?) gestito da Saitama New Urban Transit (埼玉新都市交通?, Saitama Shin-toshi Kōtsū) : veicolo leggero, a guida manuale
- New Tram (ニュートラム?), gestito dall'Ufficio municipale dei trasporti di Osaka (大阪市交通局?, Ōsaka-shi Kōtsū-kyoku) : veicolo automatico leggero
- Yurikamome (新交通ゆりかもめ?) : veicolo automatico leggero
- Nippori-Toneri Liner (日暮里・舎人ライナー?, Nippori-Toneri-rainā) : veicolo automatico leggero (messo in servizio il30 marzo 2008)
- Linea Port Island (ポートライナー?) e Rokkō Liner (六甲ライナー?), gestiti dalla Kobe New Transit (神戸新交通?, Kōbe Shin-toshi Kōtsū) : veicolo automatico leggero

## Ferrovie industriali
- Ferrovia Akita Rinkai (秋田臨海鉄?)
- Ferrovia Fukushima Rinkai (福島臨海鉄道?)
- Ferrovia Hachinohe Rinkai (八戸臨海鉄道?)
- Ferrovia Iwate Kaihatsu (岩手開発?)
- Ferrovia Kanagawa Rinkai (神奈川臨海鉄道?) (Kanarin (神奈臨?))
- Ferrovia Keiyō Rinkai (京葉臨海鉄道?) (Rintetsu (臨鉄?))
- Ferrovia Kinuura Rinkai (衣浦臨海鉄道?)
- Ferrovia di Nagoya Rinkai (名古屋臨海?)
- Ferrovia Seinō (西濃鉄道?)
- Ferrovia Sendai Rinkai (仙台臨海?)
- Linea Rinkō (太平洋石炭販売輸送?)